# Adult Swim
Adult Swim (zapis stylizowany: [adult swim]) – przeznaczony dla dorosłych, wieczorny i nocny blok programowy w kierowanej do dzieci amerykańskiej sieci telewizyjnej Cartoon Network, działający codziennie od 20 do 6 rano czasu wschodniego i pacyficznego. Program ten jest produkowany przez Williams Street, studio należące do Warner Bros. Television Studios, która opracowała również dwa inne bloki programowe dla Cartoon Network: Toonami (która później stała się blokiem na Adult Swim w 2012 roku) i Miguzi.
Emitowane od 2 września 2001 r. Adult Swim to nocna tożsamość sieci Cartoon Network, nadawana kiedy główna grupa docelowa Cartoon Network (dzieci w wieku 7–14 lat) zazwyczaj śpi. Większość treści Adult Swim znana jest z eksperymentalnego, ryzykownego, nieortodoksyjnego, surowego, cierpkiego i wypełnionego improwizacją humoru, a także z celowo taniej animacji i często dziwacznego wizerunku. W 2005 r. blok posiada własny raport oceny Nielsen od Cartoon Network ponieważ targetowany jest do osobnej grupy demograficznej. Blok zawiera zróżnicowane stylistycznie filmy animowane i występy na żywo, w tym oryginalne programy, filmy krótkometrażowe, zazwyczaj z minimalną lub zerową edycją treści.
W Stanach Zjednoczonych w Adult Swim często pojawiają się animacje dla dorosłych, anime, mockumenty, skecze. Treści zawierają między innymi motywy seksualne, nagość, wulgaryzmy i przemoc; innymi słowy takie, które byłyby niewłaściwe gdyby zostały nadane w ciągu dnia w dziecięcym Cartoon Network. Wiele z programów Adult Swim ma charakter eksperymentalny, transgresyjny, improwizowany i surrealistyczny. Część krytyków zarzuca blokowi nadmierną kontrowersyjność, podczas gdy inni zauważają, że zamiłowanie twórców do kwestionowania norm pozwala na atrakcyjny poziom surrealizmu i kreatywne eksperymenty. Adult Swim współpracuje z różnymi studiami znanymi z produkcji absurdalnej i szokowej komedii.
Podobnie jak w przypadku Cartoon Network, zasięg Adult Swim wynosi ok. 94 miliony amerykańskich gospodarstw domowych.